# Acoustica (Scorpions)
Acoustica è un unplugged album della band tedesca Scorpions pubblicato nel 2001.
Acoustica fu registrato durante tre concerti in Portogallo con l'aiuto di alcuni musicisti ospiti e presenta molti classici della band eseguiti in versione acustica alternati a varie cover di brani di Kansas, The Cars e Queen.
Vengono proposti per la prima volta anche due brani inediti: When Love Kills Love (pubblicato anche come singolo) e I Wanted to Cry.

## Tracce
1. The Zoo – 5:49
2. Always Somewhere – 4:10
3. Life Is Too Short – 5:18
4. Holiday – 5:55
5. You and I – 5:19
6. When Love Kills Love – 4:53
7. Dust in the Wind – 3:49 (cover dei Kansas)
8. Send Me an Angel – 5:24
9. Catch Your Train – 3:36
10. I Wanted to Cry (But the Tears Wouldn't Come) – 3:47
11. Wind of Change – 5:34
12. Love of My Life – 2:26 (cover dei Queen)
13. Drive – 4:00 (cover dei The Cars)
14. Still Loving You – 5:45
15. Hurricane 2001 – 4:35

A differenza della versione pubblicata in DVD, nella versione CD non compaiono i brani: 
- Loving You Sunday Morning - 4:46
- Is There Anybody There? - 4:47
- Tease Me Please Me - 5:17
- Under the Same Sun - 5:55
- Rhythm of Love - 5:02
- Back to You - 5:12

## Il Video
Acoustica è stato pubblicato anche nella versione video, sempre nel 2001.

## Tracce
1. Loving You Sunday Morning
2. Is There Anybody There?
3. The Zoo
4. Always Somewhere
5. Life Is Too Short
6. Holiday
7. You & I
8. When Love Kills Love
9. Tease Me Please Me
10. Dust in the Wind
11. Send Me an Angel
12. Under the Same Sun
13. Rhythm of Love
14. Back to You
15. Catch Your Train
16. I Wanted to Cry
17. Hurricane 2001
18. Wind of Change
19. Love of My Life
20. Drive
21. Still Loving You

## Formazione
- Klaus Meine – voce
- Rudolf Schenker – chitarra
- Matthias Jabs – chitarra
- Ralph Rieckermann – basso
- James Kottak – batteria

### Ospiti
- Christian Kolonovits – pianoforte
- Johan Daansen – chitarra
- Mario Argandoña – percussioni
- Ariana Arcu – violoncello

## Classifiche
| Anno | Classifica | Posizione massima |
| ---- | ---------- | ----------------- |
| 2001 | Francia    | 46                |
| 2001 | Germania   | 13                |
| 2001 | Grecia     | 68                |
| 2001 | Svizzera   | 35                |
| 2007 | Portogallo | 17                |